# Johannes Curth
Johannes Curth (* 17. Juni 1899 in Leipzig; † 11. August 1983 ebenda) war ein deutscher Schauspieler und Regisseur.

## Leben
Von 1915 bis 1917 hatte Johannes Curth in seiner Geburtsstadt privaten Schauspielunterricht, 1918 stand er in Kolmar zum ersten Mal auf der Bühne. Es folgten Verpflichtungen an Theatern in Ingolstadt, Leipzig, Stargard und Tilsit. Ab 1926 wirkte Curth an Berliner Bühnen, nämlich am Kleinen Theater, am Trianon-Theater und an den Rotterbühnen. In den 1930er-Jahren spielte er in Bautzen und wiederum in Leipzig, von 1950 bis 1952 war er am Berliner Ensemble verpflichtet. 1953 inszenierte Curth an den Städtischen Bühnen Erfurt die Uraufführung des Stückes Der Fall Merzbach von Horst Ulrich Wendler. 20 Jahre lang war er danach an den Städtischen Bühnen in Leipzig als Schauspieler und Oberspielleiter beschäftigt und beendete dort seine Bühnenlaufbahn, nachdem man ihm die Ehrenmitgliedschaft verliehen hatte.
Ab Mitte der 1950er-Jahre war Curth gelegentlich auf der Leinwand und dem Bildschirm zu sehen, meist in kleineren Rollen. Außerdem arbeitete er für den Hörfunk und als Synchronsprecher.
Johannes Curth war mehrfach verheiratet, zuletzt bis zu seinem Tod mit seiner Schauspielkollegin Walpurgis Brückner (1928–2008). Seine Schwester Thea Achenwall war ebenfalls als Schauspielerin tätig. Teile von Curths Nachlass, seiner Frau und seiner Schwester werden vom Stadtarchiv Leipzig verwaltet.

## Trivia
In seinen Memoiren Nüchtern betrachtet berichtet der Schauspieler Rolf Ludwig, Curths Regiearbeiten hätten sich zum Teil auf Anweisungen beschränkt wie: „Macht Euch über das Stück keine Gedanken! Lernt den Text! Es gibt eine Tür links zum Auftreten, gegenüber eine Zweite, hinten die Dritte, durch die man abgeht. Alles andere auf der Probe. Also drei Löcher zum Verschwinden, das übrige mache ich.“

## Filmografie
- 1955: Hund im Hirn
- 1956: Der Hauptmann von Köln
- 1958: Tilman Riemenschneider
- 1958: Der Fuchs und die Trauben (Regie)
- 1959: Erich Kubak
- 1961: Professor Mamlock
- 1965: Ohne Kampf kein Sieg
- 1969: Hans Beimler, Kamerad
- 1971: Zollfahndung – Die Kopie
- 1971: Artur Becker
- 1973: Die Brüder Lautensack
- 1974: Der Leutnant vom Schwanenkietz
- 1975: Looping
- 1975: Jeder Tag im Herbst

## Theater (Regie)
- 1959: Gotthold Ephraim Lessing: Der junge Gelehrte (Theater der Jungen Welt Leipzig)
- 1959: George Bernard Shaw: Die Häuser des Herrn Satorius (Städtisches Schauspielhaus Leipzig)
- 1962: Gerhart Hauptmann: Fuhrmann Henschel (Städtische Theater Leipzig – Kammerspiele)

## Hörspiele
- 1950: Wilhelm Tell – Autor: Friedrich Schiller – Regie: Carl Nagel
- 1978: Warnstufe römisch vier – Autor: Gerd Bieker – Regie: Günter Bormann